# Cemitério da Piedade (Cuiabá)
O Cemitério da Piedade é um cemitério em Cuiabá, Mato Grosso. É o cemitério mais antigo da cidade, tendo sido fundado entre 1817 e 1819, embora já fosse usado para sepultamentos desde 1812, época em que o estilo eclético se popularizou na região de Cuiabá, e que acabou ditando os moldes da construção, extremamente raros na atualidade. Neste cemitério, estão enterradas diversas personalidades cuiabanas como Dante de Oliveira e o Barão de Melgaço. A fachada do cemitério foi tombada como patrimônio histórico do estado em 8 de junho de 1998, por ser considerado um exemplar fundamental de arquitetura do período. O local também é um centro do turismo de cemitério, tendo visitações constantes aos túmulos de personalidades ali enterradas.